# Suchoj Su-80
Suchoj Su-80 Copper je ruský dvoumotorový víceúčelový dopravní hornoplošník s dvojitou SOP, který má schopnost přistání a vzletu na nezpevněných plochách.

## Vznik
Na konci 80. let 20. století byla v tehdejším SSSR vyhlášena soutěž na lehké víceúčelové dopravní letadlo, určené jak pro civilní tak vojenské využití. Prvotní zadání požadovalo dvoumotorový turbovrtulový stroj pro přepravu 30 cestujících, nebo nákladu do 3300 kg. Za pohon byly vybrány motory TVD-1500 o výkonu po 1119 kW.
V roce 1992 konstrukční kancelář OKB Suchoj ve spolupráci s leteckým výrobním závodem KnAAPO v Komsomolsku na Amuru oživila a přepracovala svůj projekt pod názvem Suchoj Su-80. Nový stroj již měly pohánět americké turbovrtulové motory General Electric CT7-9B o výkonu 1305 kW se čtyřlistou vrtulí Hamilton Sundstrand.
Stavba prototypu Su-80GP s kapacitou 19 až 30 cestujících byla dokončena v roce 2000.

## Vývoj
První prototyp zalétal zkušební pilot Igor Votincev 4. září 2001. Druhý prototyp (82912) se odlišoval konstrukcí ocasních ploch.
V únoru 2002 začal výrobce s produkcí čtyř předsériových Su-80GP, které se měly podrobit certifikačním zkouškám. V roce 2003 byla zahájena výroba první dvojice sériových letadel, se kterými bylo počítáno při dokončovacím procesu certifikačních zkoušek. Na rok 2004 výrobce deklaroval zahájení výroby osmi souprav konstrukčních dílů pro výrobu první výrobní série Su-80GP. Celý projekt, včetně výroby, byl ovšem na podzim 2006 kompletně zastaven bez ukončení certifikačních zkoušek.
Neúspěšné byly také pokusy o prodej projektu do ČLR v období 2006 až 2007.
Plánované verze:
- S-80 GR – geologická průzkumná verze.
- S-80 M – zdravotnická verze.
- S-80 P – verze k přepravě pasažérů na regionálních linkách
- S-80 PT – vojenská verze k průzkumným úkolům podél pobřeží a nad mořem.
- S-80 R – verze sloužící především k detekci ryb.
- S-80 TD – transportní verze určená do pouštních nebo arktických podmínek, sloužící též pro výcvik parašutistů.

## Specifikace (Su-80GP)

Suchoj Su-80GP

Údaje dle

### Technické údaje
- Osádka:
- Kapacita:
- Rozpětí: 23,18 m
- Délka: 18,26 m
- Výška: 5,52 m
- Nosná plocha: 44,36 m²
- Rozchod podvozku: 6,30 m
- Rozvor podvozku: 6,34 m
- Hmotnost prázdného stroje: 9 700 kg
- Maximální vzletová hmotnost: 14 200 kg
- Pohonná jednotka:
- Výkon pohonné jednotky:

### Výkony
- Cestovní rychlost: 430 km/h
- Dostup: 8000 m
- Dolet: 4500 km